# Mokhtar Samba
Pour les articles homonymes, voir Samba.
Mokhtar Samba (né le 3 mai 1960) est un batteur percussionniste contemporain d'origine marocaine par sa mère et sénégalaise par son père.

## Biographie
Après avoir grandi à Sidi Kacem puis à Casablanca, il s’installe en France à Champigny-sur-Marne en 1972.
Après avoir débuté avec des percussions en milieu marocain, il s’inscrit deux années au conservatoire de Fontenay-sous-Bois en percussion classique, puis travaille la batterie en autodidacte,. Il joue dans différents groupes dans les années 70.
Repéré par Eddy Louiss au début des années 80, il commence à tourner dans le milieu du jazz fusion, et deviendra un batteur de référence,, y compris à l’international,,.
Il est, avec Étienne MBappé, et Pierre-Olivier Govin, membre du groupe de fusion Ultramarine, fondé par Mario Canonge et Nguyên Lê, qui fera date.
Il a fait partie de l’Orchestre National de Jazz entre 1987 et 1989.
À la fin des années 90, Il fonde le groupe Mossan, où jouent à l’époque Ndoumbé Djengué, Jeff Kelner, Gérard Carocci,  Célia Reggiani, et que Jean-Philippe Rykiel intégrera ensuite,.
En 2015, il collabore avec WDR Big Band, à Cologne.
Il a joué avec Souad Massi, Salif Keita, Mori Kanté, Carlinhos Brown, Youssou N’Dour, Jean-Luc Ponty, Alpha Blondy, Richard Bona, Manu Dibango, Alan Stivell, Carlos Santana, Joe Zawinul, ou Jaco Pastorius.

## Discographie (leader)
- Dounia, Harmonia Mundi, 2005